# Embalse de Santa Lucía
El embalse de Santa Lucía es un pequeño embalse situado en los términos municipales de Navezuelas y Cabañas del Castillo, en España. Su principal uso es el abastecimiento de agua a gran parte de los municipios de la parte este de la provincia de Cáceres, como a Trujillo.
Actualmente se quiere aumentar su capacidad para abastecer a un mayor número de municipios.